# Casa Wolphard-Kakas din Cluj-Napoca

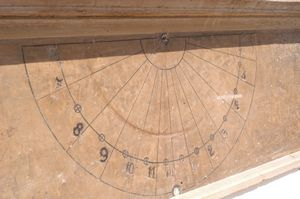
Ceasul solar

Casa Wolphard-Kakas din Cluj-Napoca (Piața Unirii nr. 31) a fost construită în trei etape: 1534-1544, 1576-1582 și 1590-1600, predominant în stilul Renașterii. Reprezintă un prototip pentru arhitectura epocii. Prima fază are încă influența stilului gotic, a doua fază a Renașterii nord-italiene, iar faza a treia are accente spre baroc.

## Ceasul solar
În interiorul unei firide, încadrată de console, este desenat un cadran solar (vezi poza), unic în Transilvania. Ceasul este un semicerc, împărțit în porțiuni, care indica orele. În mijlocul semicercului, pe un cui, era dispusă o sârmă a cărei umbră măsura timpul, după mersul soarelui pe cer. Cadranul este unic, pentru că este singurul rămas din secolul XVI. 

## Istoric
Casa a început sa fie construită în stil renascentist, la comanda lui Adrianus Wolphard, paroh, apoi vicar episcopal și consilier la Curtea Regală din Budapesta. Adrianus Wolphard a studiat științele umaniste la Universitatea din Bologna și, întors la Cluj, a început construcția imobilului. Mare admirator al renașterii italiene, Adrianus a introdus motive specifice acesteia în clădirea construită. A murit însă, înainte de finalizarea lucrării, casa fiind continuată de fratele său, Stephanus Wolphard, jude-primar al orașului Cluj, matematician și astrolog de renume. În timpul vieții lui Stephanus Wolphard s-a construit primul etaj al casei și partea din spate a curții și, foarte probabil, lui i se datorează existența cadranului solar. Clădirea a fost definitivată abia după moartea lui Stephanus Wolphard, când soția lui s-a recăsătorit cu Stephanus Kakas, membru al unei familii din Ungaria, refugiată în Transilvania, clădirea căpătând numele de „Wolphard-Kakas”. Casa avea la etaj și un salon pe al cărui tavan era amenajat un zodiac astronomic.
Din clădirea finalizată la 1600 a mai rămas neatins doar o parte din fațada parterului dinspre curte. Clădirea a fost parțial demolată în 1894, o parte din ancadramentul ușilor și ferestrelor fiind luate și încastrate în casa pe care și-a ridicat-o orfevrarul Elek Szathmari pe str. Republicii nr. 37. O altă parte împreună cu alte elemente de decor ale casei, se află astăzi în Lapidarul Muzeului Național de Istorie a Transilvaniei.